# Snowy White
Snowy White (* 3. března 1948 Barnstaple, Devon, Anglie), vlastním jménem Terence Charles White, je britský rockový kytarista. Je známý jako člen skupiny Thin Lizzy (v letech 1979 až 1981) a jako doprovodný kytarista kapely Pink Floyd (1977–1980) a následně jejich bývalého člena Rogera Waterse (od 1990). Whitova píseň „Bird of Paradise“ z jeho debutového alba White Flames (1983) se dostala do britské hitparády Top 10.

## Biografie
White vyrůstal na ostrově Wight. První kytaru dostal od rodičů v deseti letech a naučil se na ni hrát zcela sám (samouk). V roce 1965 se přestěhoval do Stockholmu, kde strávil více než rok hraním v triu The Train. O tři roky později si koupil kytaru Gibson Les Paul. V roce 1970 si našel práci jako studiový kytarista v Londýně. Během těchto let se seznámil s Peterem Greenem a vzniklo tak jejich dlouholeté přátelství.
Snowyho Whita doporučil kapele Pink Floyd bývalý manažer Kate Bushové Hilary Walker, neboť skupina potřebovala doprovodného kytaristu na své chystané turné In the Flesh Tour (album Animals). White rovněž zahrál na albu Animals kytarové sólo spojující dvě části písně „Pigs on the Wing“. Tato verze ale nebyla na klasickém LP ani CD vydána, vyskytla se pouze na speciální kazetě systému 8-track. Na turné White, kromě kytarového doprovodu, hrál na baskytaru na začátku skladby „Sheep“ a rovněž zahrál kytarové sólo v „Have a Cigar“ a „Shine On You Crazy Diamond, Part VIII“.
V roce 1978 se White podílel na prvním sólovém albu klávesisty Ricka Wrighta, člena Pink Floyd, s názvem Wet Dream.
Scott Gorham, kytarista Thin Lizzy, viděl Whita na koncertě turné In the Flesh v New Yorku a pomohl mu vstoupit právě Thin Lizzy v roce 1979.
Spojit obě kapely nebylo lehké, během zkoušek na koncertní provedení The Wall zrovna Thin Lizzy natáčeli svá alba Chinatown a Renegade. Snowy White, člen tzv. surrogate bandu, hrál na turné The Wall Tour pouze v roce 1980.
Spolupráce Whita s členy Pink Floyd pokračovala v roce 1990, kdy jej bývalý šéf kapely, baskytarista Roger Waters, pozval na berlínský koncert The Wall konaný při příležitosti pádu Berlínské zdi. V první polovině 90. let spolupracoval Snowy White též s Davidem Gilmourem, který hostoval na Whitově albu Highway to the Sun z roku 1994. White v té době hrál rovněž i s Chrisem Reou a Gary Moorem.
Na Whitově kompilaci Goldtop: Groups & Sessions (1996) vyšla poprvé na CD i kompletní verze písně Pink Floyd „Pigs on the Wing“ s Whitovým kytarovým sólem.
Sólová alba vydává Snowy White od roku 1983, od poloviny 90. let pak se svou kapelou The White Flames.
Na přelomu tisíciletí hrál White opět s Rogerem Watersem, neboť se zúčastnil jeho turné In the Flesh (1999–2002) jako sólový kytarista. Další jeho spolupráce s Watersem se konala v letech 2006–2008 (turné The Dark Side of the Moon Live) a 2010–2013 (turné The Wall Live).

## Diskografie
- White Flames (1983)
- Snowy White (1984)
- That Certain Thing (1984)
- Change My Life (Snowy White's Blues Agency, 1988)
- Open for Business (Snowy White's Blues Agency, 1989)
- Highway to the Sun (1994)
- Arthur's Club-Geneve 1995 (Mick Taylor & Snowy White, 1995)
- No Faith Required (Snowy White & the White Flames, 1996)
- Little Wing (Snowy White & the White Flames, 1998)
- Keep Out – We Are Toxic (Snowy White & the White Flames, 1999)
- Restless (Snowy White & the White Flames, 2002)
- The Way It Is (Snowy White & the White Flames, 2005)
- Live Flames (Snowy White & the White Flames, 2007)
- In Our Time of Living (Snowy White Blues Project, 2009)
- In Our Time... Live (Snowy White Blues Project, 2010)
- Realistic (Snowy White & the White Flames, 2011)